# شارل توبه
شارل توبه (فرانسوی: Charles Toubé‎؛ ۲۲ ژانویهٔ ۱۹۵۸ – ۴ اوت ۲۰۱۶) بازیکن فوتبال اهل کامرون بود.
وی همچنین در تیم ملی فوتبال کامرون بازی کرده‌است.